# 10080 Macevans
10080 Macevans è un asteroide della fascia principale. Scoperto nel 1990, presenta un'orbita caratterizzata da un semiasse maggiore pari a 3,1207429 au e da un'eccentricità di 0,1857708, inclinata di 14,33370° rispetto all'eclittica.